# Arroyo Naranjo
Arroyo Naranjo là một trong 15 đô thị (municipio trong tiếng Tây Ban Nha) thuộc thành phố La Habana, Cuba. Đô thị này đã trở thành một phần của thành phố La Habana khi thành phố này phát triển.

## Lịch sử
Phường này được thành lập năm 1845. Arroyo Naranjo nằm 11 ki-lô-mét (7 mi) về phía nam La Habana cổ trên xa lộ La Habana-Las Vegas, đã là một điểm dừng xe buýt giữa 2 thành phố. Năm 1858, Arroyo Naranjo có 291 dân và đến năm 1871 thì dân số đã là 1.485.

## Dân số
Năm 2004, đô thị Arroyo Naranjo có dân số 210.053. với tổng diện tích 83 km² (32 mi²), và mật độ dân số 2.530,8người/km² (6.554,7người/sq mi).